# Shinjuku Sumitomo Building
El Shinjuku Sumitomo  Building (en japonés: 新宿住友ビルディング, en Hepburn: Shinjuku Sumitomo Birudingu) es un rascacielos de estilo internacional en el distrito financiero de Nishi-shinjuku en Shinjuku, Tokio, Japón. Es conocido por su forma triangular.

## Diseño
La construcción en tres lados del rascacielos aprovecha bien el espacio disponible, aunque el diseño del rascacielos sacrifica un valioso espacio de suelo al incluir un enorme atrio que recorre toda la altura del rascacielos. La característica más reconocible del rascacielos es su forma y estructura. Lo más sencillo es describirlo como un triángulo (una descripción más adecuada sería la de un triángulo con todas las esquinas cortadas), de ahí que uno de sus apodos sea "el Triángulo". También es distintivo el ascensor de emergencia visible, que se utiliza para transportar carga y no pasajeros cotidianos.

## Desarrollo
Fue diseñado por la empresa Nikken Sekkei (la misma que más recientemente ha diseñado hitos como el Bank of China Tower en Shanghái y el Tokyo Skytree). Fue desarrollado por Sumitomo Realty & Development, el brazo inmobiliario del Grupo Sumitomo, y anteriormente albergaba la sede de Sumitomo Realty. La construcción comenzó en noviembre de 1971 y finalizó el 6 de marzo de 1974. En el momento de su finalización, sus ascensores eran los más rápidos del mundo a 540 metros por minuto.
Fue el rascacielos más alto de Tokio de marzo a septiembre de 1974 cuando fue superado por el Shinjuku Mitsui Building, que se encuentra justo al este del Sumitomo. En el último piso cuenta con una terraza desde la que se puede apreciar la capital y el monte Fuji.
El rascacielos apareció en la película Godzilla de 1984.